# Aloy

herb Aloy według Ostrowskiego

herb Aloy według Tadeusza Gajla

Aloy (Aloe, Orzeł Złoty) – polski herb szlachecki, z indygenatu.

## Opis herbu
Polskie herbarze podają dwie wersje tego herbu:
1. Tarcza dzielona w krzyż. W polu pierwszym, czerwonym orzeł złoty. W polu drugim i trzecim, błękitnych, trzy róże złote w skos lewy. W polu czwartym, czerwonym, koń złoty z uniesioną prawą przednią nogą.
Klejnot: na trzech piórach strusich pół lwa złotego, wspiętego, trzymającego w lewej łapie kwiat lilii srebrny z dwoma listkami zielonymi.
Labry z prawej czerwone, podbite złotem, z lewej błękitne, podbite złotem[1].
2. W polu orzeł złoty[2].

## Najwcześniejsze wzmianki
Zatwierdzony indygenatem w 1768 roku dla Jana d'Aloy, pułkownika wojsk koronnych.

## Herbowni
Aloy, d'Aloy – de Aloe, Tadeusz Gajl dodaje jeszcze nazwisko Orzeł.